# Darantasia celebensis
Darantasia celebensis är en fjärilsart som beskrevs av Max Wilhelm Karl Draudt 1914. Darantasia celebensis ingår i släktet Darantasia och familjen björnspinnare. Inga underarter finns listade i Catalogue of Life.